# إيسترن سوبيربز
إيسترن سوبيربز الاسم الكامل: (بالإنجليزية: Eastern Suburbs Football Club)‏ هو نادي كرة قدم أسترالي تم إنشاؤه في سنة 1922 الميلادية وشارك في الدوري الممتاز البريسباني.